# Història de Somàlia

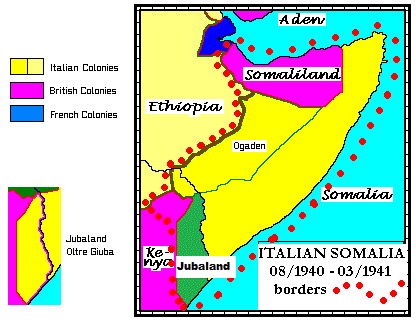
La "Gran Somàlia" que unia tots els somalis en un únic territori controlat pels italians el 1940

La història de Somàlia és una de les més antigues del món, però n'hi ha poca informació. El territori va ser ocupat per diversos sultanats àrabs al llarg de la costa nord-est d'Àfrica. Temps després britànics, francesos i italians van establir seus a aquesta zona durant el segle xix. Els Italians van colonitzar l'àrea més gran i més fèrtil d'aquest territori, i en crearen la Somàlia Italiana, que va existir oficialment com a colònia italiana des del 1880 fins al 1947. L'estiu de 1941 el territori fou ocupat per tropes britàniques, que van administrar la Somàlia italiana fins al novembre de 1949, quan aquesta va passar a ser un territori del Consell d'Administració Fiduciària de les Nacions Unides sota administració d'Itàlia. Somàlia sorgí successivament de la unió dels territoris britànics i italians l'any 1960. La Lliga de Joventut Somali es va mantenir en el poder a la dècada del 60, amb el president Abdi Rashid Shermake, que fou assassinat el 1969, i un cop militar va establir com a president Mohamed Siad Barre. Durant aquesta època, Somàlia va mantenir relacions amb la Unió Soviètica, però quan aquella feu costat a Etiòpia, rival de Somàlia, aquesta va buscar l'aliança amb l'OTAN. Això provocà un desequilibri en el pla econòmic del país. Per la pèssima situació econòmica, va sorgir una oposició armada al nord el 1987. L'any 1990, aquest grup va adquirir el control de la major part de l'estat. Aquell grup es dividí el 1991 per enfrontaments entre clans tradicionals, el Moviment Patriòtic Somali (MPS) al sud, i el Moviment Nacional Somali (MNS) al nord. D'altra banda, el grup Congrés Unit Somali (CUS) va prendre'n la capital, i provocà la sortida del president. Mohamed Ibrahim Egal establí un govern al nord, anomenat Somalilàndia, el qual no va ser reconegut per la resta d'estats. El mateix any s'escindeix també Jubaland, posteriorment desapareguda. El 1998 s'autoproclama un altre estat a Puntland. Des de llavors el país ha mancat d'un govern central, i és característic el domini de certs grups feudals en alguns territoris. El 1992 els Estats Units hi envià tropes per assistir a la repartició d'aliments, per socórrer una població que passava per una fam i per protegir-los en cas de perill dels vaixells petroliers i de mercaderies amb destinació als Estats Units i amb pas obligat per les aigües jurisdiccionals somalis. Però el CUS s'oposà a aquesta intervenció, i provocà la interrupció de l'ajuda estrangera. L'ONU va intervenir per a la formació d'un govern, sense èxit. D'altra banda, Somalilàndia presenta una major estabilitat, però segueix sense ser reconeguda pels altres estats.

## Establiment del poble somali
L'encens ja era un producte comercial al tercer mil·lenni aC, igual que la mirra. Aquesta zona de la costa africana és esmentada per primer cop per Agatàrcides de Cnidos al segle ii aC. El Periple de la mar Eritrea, que podria ser del segle i, esmenta diverses ciutats de la costa de Somàlia que no poden ser identificades amb seguretat: Ayalites (Assab o potser Zeila), Malao (Berbera), Mundu (Heis), Mosyllon (Bandar Kassim), Akannai (Alula). Plini esmenta el port de les espècies: Barbaroi (Guardafui).
El poble somali és un poble de pastors; no es pot saber quan va emigrar a les regions modernes que avui formen Somàlia, Somalilàndia i l'Ogaden etíop, però va haver de ser després del segle v, en què es va produir la gran dispersió bantu, ja que els somalis van empènyer els bantus cap al sud (encara en queden alguns enclavaments principalment a les illes Bajun). L'expansió dels somalis de fet no s'ha acabat i encara el 1990 suposava un conflicte entre Etiòpia i Kenya. A la frontera amb Etiòpia un grup de 13 poblacions revelava grups de 20 a 200 cases i vestigis de mesquites construïts a uns 1.500 m o més sobre el nivell de la mar; un altre grup d'establiments fou trobat a uns 200 km al sud de Berbera (a Eil Humo i a Eik); les necròpolis no tenien tombes ni inscripcions, però s'hi van trobar alguns objectes xinesos dels segles XII al XVII; no hi ha monedes locals, només egípcies (de Kaitbay, 1468-1496) o otomanes (Selim II, 1566-1574), i més rarament monedes xineses. Es va trobar terrissa islamosassànida en 26 llocs de la costa de Kenya de característiques similars a la costa de Somàlia.

## Islam
Els geògrafs musulmans esmenten la zona del país de Zandj (la costa africana oriental) fins a Sofala (límit de la regió) amb la ruta de Kanbalu (illa de Pemba); la zona del nord, Balad al-Barbara (o Barabra), passa quasi en silenci; en aquesta part es comercia amb encens i mirra mentre al sud se segueix la ruta del comerç del marfil i l'or, i fins i tot la fusta. Els xinesos (que no hi van estar mai abans del segle xv amb els viatges de Ch'eng-Ho el 1431, almenys que se sàpiga) n'identifiquen la costa amb el nom de Po-pa-li i més tard Pi-pa-lo, que tenia quatre ciutats principals. Segons això, al segle VIII les poblacions de la costa oriental ja estaven islamitzades almenys en punts concrets. Un relat xinès de Chu-Ch'ü-fei n'esmenta la zona el 1178, amb Chung-li (potser Berbera), però sembla que per informacions de comerciants estrangers i no per coneixement directe. En el viatge del xinès Ch'eng-Ho que arribà a Malindi i Mombasa, identifica Makhdishu (Mogadiscio) i Ha-pu-ni (potser Habash = Abissínia o Etiòpia); també esmenta clarament Socotra i Aden i per la posició d'Ha-pu-ni al mapa més aviat seria Ras Hafun. Els xinesos anomenaven les girafes ki-lin i pensaven que venien de Bengala, però com que no n'hi ha en aquesta regió, podrien venir de Somàlia, on el nom local n'era girin (que es pronuncia kilin en xinès).
Al segle xv les tribus somalis estaven en conflicte amb tribus d'Etiòpia. Els etíops van ocupar Zeila el 1402 després d'un setge, però no la van conservar gaire temps; tot el segle fou de lluita continuada entre cristians d'Etiòpia i musulmans d'Harar i Zeila (Zayla). Aquesta darrera fou visitada per Lluís de Varthema el 1503. A l'inici del seu regnat el negus Lebna Dengel (1508-1540) va enviar comerciants per negociar amb or i amb esclaus als mercats somalis, amb l'objectiu de revendre allò que adquirissin a Aden.

## Història de l'edat mitjana fins alseglexix
La presència portuguesa a la costa de la futura Somàlia fou testimonial i merament comercial. El 1516 els portuguesos arriben a Zeila, que van incendiar, però els otomans no trigaren a disputar amb ells l'hegemonia a la zona, de la qual van acabar expulsant-los. El 1527 Lebna Dengel envaí Adal i Ahmad Grañ va devastar Etiòpia el 1544. Derrotats finalment els musulmans el 1575, només van conservar-ne les poblacions de la costa. Des del 1698 (després del setge victoriós de Mombasa) els soldans iarubites d'Oman i Mascat es van establir permanentment a la costa africana i arrabassaren als portuguesos tots els seus establiments, tant de caràcter militar com comercial; el procés es va acabar el 1728 o 1729. Nominalment Obbia i Mascat passaren a ser vassalles d'Oman en lloc de ser-ho del rei de Portugal.
La dinastia Al Busaid d'Oman i Mascat començà poc després, el 1741, i donà un impuls decisiu a la colonització de la costa africana. En aquesta època la ciutat de Muqdisho (república dirigida per una mena de sultà), el sultà d'Obbia (Hobya), el de Majertin i altres petits poders locals van reconèixer la sobirania dels nous soldans d'Oman i Mascat, car la dels anteriors iarubites fins llavors n'havia estat purament nominal. El 1803 el soldà d'Oman i Mascat s'alià a Anglaterra i va combatre els wahhabites. El 1840 el soldà Sayyid Said trasllada la seva capital a Zanzíbar, i des d'allí el domini dels soldans sobre els territoris que el reconeixien es feu més efectiu, però mai va superar la zona costanera. Algunes guarnicions omanites estaven implantades a Mogadiscio, Marka i Barawa. El governador omanita a Mogadisció residia a la casa anomenada la Garesa (del suahili Gereza, al seu torn derivat del portugues yglesia o igresia = 'església'), avui dia Museu de Mogadiscio.

## Exploracions
Les exploracions europees a la costa de Somàlia es van iniciar el 1833 amb Owen i Butler, als quals van seguir Carless, Grieve i Selby (1837-1838). El capità Guillain de la marina francesa n'explorà la zona el 1848 i després el capità Fleuriot de Langle, que portava el comandament del vaixell Cordelière (1861). Les investigacions etnogràfiques es van iniciar una mica abans: Salt (1809) i el tinent Smee (1811), i sobretot Antoine d'Abadie, que en recopilà molta informació (1838-1841). El capità Guillain va deixar una narració sobre aspectes del país i hi esmentà els draps vermells que a manera de bandera feien servir els nadius.

## Història moderna
Els britànics es van establir al nord de Somàlia el 1887 després de la retirada egípcia el 1884 i alhora que Léonce Lagarde era nomenat governador francès a Obock. Els abissinis van ocupar Harar, ciutat poblada de somalis, el mateix any 1887. Britànics i francesos van definir els límits de les seves zones de protectorat pel tractat de 1888. El 1892 Djibuti substituí Obock com a capital del territori anomenat llavors Costa Francesa dels Somalis (o abreujat Somàlia Francesa). El 1889 Itàlia va establir el seu protectorat al Benadir, al nord de Mogadiscio (1889) i el sultà d'Obbia acceptà el protectorat al mateix any; el sultà de Majeerteen, però, va fer un acord amb els italians però va seguir reconeixent el sultà de Zanzíbar. El mateix 1889 els italians signen el tractat d'Ucciali (Wa'cale en amhàric) per delimitar la influència a la zona d'Harar.
El 1890 Zanzíbar fou reconegut com a protectorat britànic a canvi de la cessió d'Helgoland a Alemanya, renuncia a Madagascar i altres llocs; com a conseqüència, els drets del sultà a la costa africana de Somàlia, Kenya i Tanganika quedaren de fet limitats i foren repartits entre Itàlia, Gran Bretanya i Alemanya. Itàlia i Gran Bretanya van pagar arrendaments al sultà i Alemanya li'n comprà els drets. El 1892 Itàlia va signar un tractat amb el sultà de Zanzíbar, que cedí els seus drets als italians a la costa de Somàlia per 25 anys a canvi d'una quantitat de diners; el protectorat italià es va estendre llavors al sultanat de Mijurtini, Mijertin o Migurtinia (Majeerteen), que dominava essencialment el que avui dia és el Puntland; no obstant això, el protectorat fou nominal i la regió no restà pacificada fins després del 1920 (amb la derrota del rebel Mad Mullah, vegeu-ne més avall); llavors n'era sultà Osman Mahmud i residia a Bergal; el comissari italià es va establir a Alula. Els dominis del sultà anaven des de Bender Ziada al golf d'Aden, fins al Cap Gabee o Ras Maber, a l'oceà Índic; a l'oest quedaven les possessions britàniques i al sud quedaven els dominis del sultà d'Obbia, Alí Yusuf, també sotmès als italians. Mogadiscio era domini directe italià, l'anomenada colònia de Benadir, dividida en tres districtes: el comissariat d'Oddur (entre la frontera amb Abissínia fins a l'oceà Índic a la zona d'El Gabobe), districte o comissariat del Juba amb capital a Barawa; i la regió o comissaria del riu Shebeli (Shebelle), amb capital a Mahaddli.
El 1894 Itàlia i Gran Bretanya van definir-hi també les seves àrees d'influència; però, després del 1896, amb la derrota italiana en la batalla d'Adua (Adwa o Adowa), els britànics signen un tractat amb Menelik II (1897), pel qual els nòmades podrien utilitzar les pastures a un costat i altre de la frontera. El 16 de març de 1905 es crea la colònia de la Somàlia Italiana, al lloc de la colònia de Benadir. La frontera de la Somàlia Italiana amb Abissínia fou fixada el 16 de maig de 1908 i suposava alguns guanys per als italians, i amb el territori britànic el 1915 (reformat pel tractat d'1 de juny de 1925).
Contra els britànics s'aixecà el cap dels dervixos Diiriye Guure, anomenat pels britànics garad. La revolta fou reprimida mercès a la intervenció de l'aviació el 1920 i els dervixos van haver de fugir a Etiòpia. La mort del líder posà fi a la revolta. Els britànics van prohibir l'activitat missionera cristiana al seu protectorat (una de les causes de la revolta). En canvi, a la Somàlia Francesa l'obertura del ferrocarril Addis Abeba-Djibouti el 1917, que aportava riquesa, feu que la zona fos poc afectada per la revolta. Els britànics van construir una via fèrria de Berbera a Hargeisa i cap a la frontera etíop per afavorir el comerç per Berbera. La introducció pels britànics d'un impost sobre els ramats trobà una oposició ferotge i la mort del governador del districte de Burao en uns aldarulls. Una sequera el 1925 va obligar a introduir-hi sistemes de regadiu, però com que no sabien què fer amb el territori els britànics van decidir retirar-se'n i conservar-ne només alguns punts estratègics.
L'1 de juny de 1925 Gran Bretanya, complint un tractat signat amb Itàlia el 1915, acorda lliurar el territori del riu Juba (Jubaland o Oltre Giuba) a Itàlia, amb capital a Kishimayu. Tot el territori va quedar sota l'autoritat d'un governador assistit per un secretari general; les forces militars comprenien 56 oficials italians i 2.500 soldats indígenes. El primer governador feixista Cesare de Vecchi provà d'estendre el control directe italià als protectorats d'Hobyo i Majeerteen. Assegurat el domini, la colònia fou dividida en set províncies i van impulsar projectes agrícoles per produir sucre, cotó i plàtans; van construir també diverses rutes; per tot això van recórrer al treball obligatori i això els va fer impopulars.
Els anys trenta foren marcats per l'expansió italiana cap a Abissínia i els territoris somalis d'aquest estat foren subjectes a la penetració dels italians. El 1934 es va decidir crear un imperi d'Àfrica oriental i l'incident de Walwal hi donà el pretext necessari; aquest incident es va produir mentre treballava una comissió fronterera abissinobritànica; l'escorta abissínia arribà a Walwal per reunir-se amb la comissió i es va topar amb els italians; el general Graziani ocupà els territoris somalis i el 1936, després de la conquesta d'Addis Abeba, quasi tot el país havia estat envaït; els territoris somalis foren separats d'Abissínia i agregats a la colònia de la Somàlia Italiana, una de les que integraven la nova colònia de l'Àfrica Oriental Italiana, creada l'1 de juny de 1936, que va quedar sota autoritat d'un virrei.
La Somàlia Italiana encara fou engrandida per darrera vegada el 19 d'agost de 1940 amb la incorporació de la Somàlia Britànica, que fou ocupada per les forces italianes sense trobar gaire resistència. Però els britànics i aliats van envair el territori el gener del 1941 des de Kenya, i la primavera del 1941 el nord des d'Aden, i després de les batalles de Keren i Gondar van recuperar també l'antiga Somàlia Britànica. La Somàlia Francesa estava sota control del govern de Vichy, però no fou atacada i finalment el governador es passà a la França Lliure. A Etiòpia els britànics van restaurar Haile Selassie (1941) i es van tenir converses per decidir el futur de les antigues colònies italianes. Tot i el reconeixement britànic de la independència d'Etiòpia, la Gran Bretanya seguí administrant l'Ogaden igual que la resta de colònies italianes.
El 1943 es funda el Somali Youth Club, que es va desenvolupar de manera ràpida i va esdevenir el 1947 la Lliga de la Joventut Somali (SYL/LJS); aquest darrer any es crea també la Hizbia Digil-Mirifle Somali (HDMS) sorgida de la Benefit Patriotic Union, que tenia per base les poblacions sedentàries del centre. El 1948 la comissió aliada que havia de decidir la sort de les antigues colònies es reuní a Mogadiscio, i l'Ogaden fou retornat a Etiòpia (excepte Haud i la Reserved Area), tot i la resistència dels habitants i l'opinió contrària dels britànics, que proposaven una Unió de Territoris Somalis sota tutela, però no s'arribà a cap acord i es va deixar la qüestió en mans de l'ONU. El 10 de novembre de 1949 l'ONU concedia l'antiga Somàlia Italiana (amb el límits de fins al 1936) com a mandat a Itàlia per 10 anys. Els italians van assolir-ne el control l'1 de juliol de 1950.
El 1951 es va reunir per primer cop a Mogadiscio el Consell Territorial Consultiu creat poc abans; el 12 d'octubre de 1954 s'adoptava la bandera nacional blava (color de l'ONU) amb una estrella blanca (la pau) de cinc puntes, una per cada part de la nació. El mateix 1954 l'Haud i la Reserved Area foren donades a Etiòpia. Això va fer créixer l'oposició a la Somàlia Britànica i es creà el Front Nacional Unit. El 1956 es van celebrar eleccions a la Somàlia Italiana i la SYL va aconseguir la majoria: quedà el HDMS com a principal partit de l'oposició. L'abril de 1960 els britànics van acceptar el final del protectorat i retirar-se a temps perquè es pogués unir a l'estat independent derivat de la Somàlia Italiana que havia d'accedir a la independència (data fixada per l'ONU) l'1 de juliol de 1960. Representants dels partits dels dos territoris es van reunir a Mogadiscio el mateix mes i en van acordar la unificació sota una democràcia parlamentària amb un president electe responsable davant el Parlament, que inicialment estaria format pels diputats de les assemblees dels dos territoris.
El 1960 el NUF, la SYL, la Lliga Nacional de Somàlia (LNS, un nou partit de la Somàlia Britànica que n'havia emergit com el principal) i el Partit de la Somàlia Unida (PSU, un altre partit de la Somàlia Italiana) van concórrer a unes eleccions lliures en cada territori, i el 26 de juny de 1960 la Somalia Britànica esdevenia independent i quatre dies després la seguia la Somàlia Italiana, i els dos estats es fusionaven el dia 1 de juliol de 1960. La Costa Francesa dels Somalis després de les eleccions de 1958 en quedà fora i va esdevenir un territori francès d'ultramar. Abd al-Rashid Ali Shermarke, president de la Lliga de la Joventut Somali (partit de majoria dels clans darod i hawiye), fou designat per formar un govern de coalició entre la SYL, la Lliga Nacional Somali (SNL d'Hajji Ibrahim Egal, i de majoria issaq), i el Partit de la Somàlia Unificada (USP, de majoria dir i darod). Com a primer president en fou elegit Aden Abdulle Osman, ratificat el 1961 en una consulta popular.

## Somàlia independent (1960-1969)
La vida de la Somàlia independent vingué marcada per la qüestió nacional: d'una part un fort nacionalisme instigava la guerra contra Etiòpia per la recuperació de l'Ogaden, arrabassat pels etíops només el 1887 i poblat per somalis. D'altra banda, les forces centrífugues interiors no s'acomodaven a un estat unitari que representava el primer president Aden Obdullah Osman. La nació somali estava repartida entre diversos països i es componia de tres grups socials: els pastors nòmades, els agricultors sedentaris i els habitants de les ciutats; la nació es dividia en clans confederats: digil i rahanweyn (agricultors); dir, issaq, hawiyya o hawiye i darod (pastors), al seu torn dividits en clans i tribus els caps de molts dels quals fan remuntar l'origen a nobles àrabs emparentats amb el profeta. A més, hi els clans d'estatut inferior que fan feines que els pastors no accepten, com els yibro, tumuaal i midgo; i els que parlen llengües exteriors (per exemple, els que parlen munshungulu i oromo).
Les dues parts de Somàlia eren molt diferents i la unificació era difícil. Els issaq, de majoritaris al seu territori passaren a ser una minoria en el conjunt, i van buscar l'aliança del partit opositor al sud, anomenat ara Lliga de la Gran Somàlia (LGS) d'Hajji Muhammad Huseyn, proàrab i pansomali. El USP de base darod i dir restava aliat a la SYL, també amb forta presència darod i hawiye (dirs i hawiye eren tradicionalment aliats). A la consulta popular del juny de 1961, en què fou ratificat el president, també se'n referendà la constitució, que fou aprovada àmpliament a la zona exitaliana però per menys del 50% a l'exbritànica. El desembre un grup de policies formats pels britànics es revoltà per protestar pel nomenament al capdavant de la policia d'oficials formats pels italians. El 1962 Hajji Muhammad Husayn va llençar un nou partit, la Unió Democràtica Somali (UDS) per unió de la LGS i part de la NSL; el projecte no quallà, però dos ministres de la NSL (un dels quals era Ibrahim Egal) van dimitir i els van seguir la fracció hawiye de la SYL, i es formà llavors el Congrés Nacional Somali. La política pansomali del govern no trobava aliats a Occident i des de 1962 la Unió Soviètica començà a fer préstecs i a equipar les forces armades del país i finançar programes de desenvolupament.
La petició als britànics d'agregar els territoris somalis de Kenya a Somàlia (1961) no fou atesa i això portà a un conflicte fronterer i de lluita guerrillera que va durar anys i mai fou del tot resolt. Durant els anys seixanta i setanta, els grups somalis coneguts com a shiftes van efectuar incursions a territori de Kenya. Encara fins fa poc el govern kenyà ha anat informant d'incursions dels anomenats "bandits somalis" fins i tot en territoris del sud de Kenya, prop de la frontera amb Tanzània (vegeu Guerra Shifta).
A la frontera d'Etiòpia hi va haver el 1961 alguns xocs a l'Haud (Hawd) entre policies i nòmades; el febrer del 1964 els incidents fronterers foren més greus i hi va intervenir l'aviació etíop; Sudan hi feu de mediador (abril) i el conflicte es va arranjar de manera provisional, però Etiòpia s'alià a Kenya el mateix any i signaren un pacte de defensa mútua (vegeu Primera Guerra etiopsomali).
El 1963 la Lliga de la Joventut Somali guanyà les eleccions municipals de manera còmoda i el 1964 igualment les legislatives. El president Osman trià un nou primer ministre, Abd al-Razzak Hajji Huseyn; aquest va formar un govern tècnic sense tenir en compte equilibris regionals o de clan. Ali Shermarke i altres dissidents van formar llavors un nou partit; el nou primer ministre hagué de pactar la investidura amb l'oposició. A les eleccions de 1967 el president Osman, vist com el causant del trencament d'equilibris, va perdre l'elecció davant Ali Shermarke. Aquest designà primer ministre a Ibrahim Egal, que des de 1964 s'havia afiliat a la Lliga de la Joventut Somali; Egal volia arranjar els problemes de desenvolupament i el de relacions exteriors (va pacificar les relacions amb Kenya i Etiòpia); qüestionant l'irredemptisme obria la porta als conflictes entre clans. El 1969 en unes eleccions amb nou sistema electoral, amb la defecció d'alguns líders i el joc de coalicions postelectorals, van donar a Egal una àmplia majoria de 120 escons sobre 123. Però la corrupció i el nepotisme regnaven a l'estat, la inseguretat es feu general i engendrà un fort malcontentament especialment entre militars i intel·lectuals, i començaren rumors de cop d'estat.

## Somàlia socialista
El 15 d'octubre de 1969, mentre Egal era de visita a l'estranger, el president Ali Shermarke fou assassinat per un policia. Li va succeir conforme a la constitució el president de l'assemblea nacional Shak Mukhtar Muhammad Husain. Egal retornà d'urgència per organitzar l'elecció d'un nou president i el 20 d'octubre el partit trià Hajji Musa Bokor, un dels seus homes de confiança, que li garantia que seria confirmat com a primer ministre. L'endemà, 21 d'octubre, l'exèrcit agafava el poder i es creava el Consell Revolucionari Suprem. Els caps del règim enderrocat foren arrestats, la constitució suspesa (derogada el febrer de 1970), així com la Cort Suprema; l'Assemblea fou tancada i els partits prohibits. El consell es declarà contrari al nepotisme i la corrupció i rebatejà l'estat com República Democràtica de Somàlia; es va manifestar en favor de donar suport a la lluita dels pobles contra el colonialisme. L'1 de novembre es va fer publica la llista d'oficials del consell, presidit pel general Muhammad Siyad Barre, que des de 1965 era comandant en cap de les forces armades. La pujada al poder de Barre fou possible per l'anomenada Aliança MOD (Marehan, Ogadeni i Dhulbahante, els tres subclans del grup del clan darod que es van aliar per assolir el poder). Els oficials colpistes es van definir aviat com a marxistes i revolucionaris (l'exèrcit tenia consellers soviètics des de 1963, però no sembla que el cop fos ordenat per la Unió Soviètica i els oficials més identificats amb l'URSS no hi van obtenir cap lloc rellevant). A l'octubre de 1970 Barre anuncià l'adopció del socialisme científic (hanti-wadaagga cilmi ku dhisan) com a ideologia de l'estat. Barre va considerar la ideologia adoptada compatible amb l'islam, encara que en això hi havia dissidents.
Els militars van agafar el control de totes les institucions, governs regionals: el 1982 s'adoptà una nova divisió administrativa per limitar la influència de les assemblees tribals (vegeu divisió administrativa de Somàlia), societats, etc. El 1971 s'anuncià la creació d'un partit únic, que fou establert formalment el 1971 sota el nom de Partit Socialista Revolucionari Somali (PSRS) i el Consell Revolucionari Suprem esdevingué el comitè central del partit; formalment es tornava a un règim civil (de partit únic), però realment el poder quedava en mans del grup d'oficials revolucionaris que eren de majoria del clan marehan dels darod, del grup dels ogadenis i dels dulbahantes. El 1972 el consell anuncià l'adopció dels caràcters llatins per a la llengua, decisió que entrà en vigor en tota Somàlia l'1 de gener de 1973. Es llançà llavors una enorme campanya d'alfabetització. L'economia fou nacionalitzada i alineada sobre el model soviètic amb ajuda de consellers d'estats socialistes d'Europa oriental. Es van crear explotacions col·lectives i agrícoles al sud amb finançament d'estats àrabs petroliers. La gran sequera de 1974-1975 va permetre accelerar el procés i uns 300.000 nòmades foren transportats a granges col·lectives del sud des del nord. La tradició tribal i de clan va impedir treure tots els resultats d'aquesta política que si que fou molt efectiva en el camp de l'educació i de la sanitat, i que va permetre també una millora substancial de la situació de les dones, però justament els tres aspectes molestaven als religiosos entre els quals (entre els més joves principalment) es va introduir el fonamentalisme.
El 1974 Somàlia entrà a la Lliga Àrab. El 1975 la caiguda del negus Haile Selassie va crear un cert buit de poder a Etiòpia. A l'estiu de 1977 els somalis van envair l'Ogaden formalment com a Front d'Alliberament de Somàlia Occidental, i van arribar fins a Harar, però els soviètics van valorar més tenir Etiòpia (on el comunista prosoviètic Menguistu Haile Mariam havia assolit el poder però encara no s'havia consolidat) com aliat que Somàlia, una societat més fràgil i d'una demografia molt més feble, i en un lloc més estratègic, ja que encara que Somàlia tenia moltes costes (i alguna base soviètica com a Berbera) la zona per a la marina i el control naval ja estava assegurada pel control del Iemen del Sud. Quan els soviètics van haver d'optar entre Barre i Menguistu, aquestes raons demogràfiques, geopolítiques i de confiança (Menguistu i el seu govern i partidaris eren més incondicionals de Moscou que la majoria dels que envoltaven Barre) van optar per Etiòpia. L'ajut soviètic i de Cuba fou prou important; els assessors soviètics i soldats cubans van rebutjar els somalis. Barre demanà ajut als Estats Units, que no van fer res, i es va haver de retirar. Centenars de milers de persones van passar a Somàlia com a refugiats i l'economia somali, afectada per la sequera (1979-1980) i pel fracàs de l'experiència col·lectivista, no hi va poder fer front (vegeu Segona Guerra etiopsomali).
Els soviètics foren expulsats i Barre buscà l'aliança dels Estats Units o va fer afusellar diversos generals acusats del fracàs militar i va haver de fer front a un intent de cop d'estat l'abril de 1978, dirigit pel coronel Muhammad Shaykh Osman, que fracassà. Osman fou afusellat junt amb altres colpistes i membres del subclan dels majertin i harti de la zona de Mudug. Un d'ells, el coronel Abdullahi Yussuf Ahmed, pogué escapar a Etiòpia i l'afer se saldà amb l'execució de 17 rebels. El desembre del 1979 es promulgà una nova constitució que ratificà el règim de partit únic, el Partit Socialista Revolucionari Somali, dirigit pel mateix Barre, que d'altra banda va passar de president del Consell Revolucionari de Somàlia a president de la república. La bandera del partit únic era igual que la nacional, però de color roig en lloc de blau cel.
Els ogadenis es van girar contra el règim i hi començaren a actuar moviments d'oposició creats a l'estranger; els exiliats a Etiòpia, quasi tots del subclan d'Harti (Hobyo) dels majeerteen, liderats per Abdullahi Yusuf Ahmed, van crear el 1980 el Front de Salvació de Somàlia (FSS), que amb ajut etíop va iniciar (amb 50 soldats) la lluita armada. L'abril de 1981 es fundà a Londres el Moviment Nacional Somali (MNS), que pretenia representar els issaq. La resistència era instigada per Etiòpia i beneficiada per l'aturada dels serveis socials del règim. Es va declarar l'estat d'emergència; el Front de Salvació de Somàlia s'uní l'octubre de 1981 a dos grups d'esquerra radical (amb base al Iemen del Sud), el Partit dels Treballadors Somalis (PTS) i el Front Democràtic per l'Alliberament de Somàlia (FDAS), per formar el Front Democràtic de Salvació de Somàlia (FDSS). Aquest grup va tenir el suport de Líbia i Etiòpia i va iniciar els combats a la regió de Mudug i a la de Todgir (sud de Somaliland). Yusuf es va aliar al Moviment Nacional Somali (MNS), que operava al nord, de base issaq.
El mateix 1981 el cessament del ministre de Defensa Ali Samantar va provocar nous moviments en l'exèrcit i el 1982 es van produir els primers atacs armats del MNS, que tenia suport etíop, i que provocà una exagerada repressió per part del règim; issaqs i majeerteens foren exclosos de tota posició de poder (vegeu Tercera Guerra etiopsomali).
El 1982 fou llevat l'estat d'emergència, però es va reprendre la guerra fronterera amb Etiòpia, que durà fins al 1988 i que va sagnar l'economia del país (vegeu Tercera Guerra etiopsomali). En la guerra fronterera entre Somàlia i Etiòpia, els etíops havien ocupat Ballanbale i Goldogob, entre la frontera i la ciutat de Galkayo, capital regional de Mudug, on Yusuf havia nascut i que considerava com les primeres àrees alliberades, però els etíops van declarar que serien incorporades a Etiòpia i Yusuf preparà l'abandonament de l'aliança etíop. La sequera de 1983-1984 i la guerrilla van aportar nous refugiats a les principals ciutats; la població urbana va excedir-ne per primer cop a la nòmada; el tràfic de l'ajuda internacional fou general i sovint portat a terme per altes personalitats del règim. El 1985 Yusuf fou detingut pels etíops junt amb sis lloctinents, i empresonat, i el control del moviment va passar al sector més favorable als etíops. Va romandre detingut per algun temps a Etiòpia, però progressivament Menguistu va augmentar els seus problemes i va minvar el suport al FDSS, que el 1990 quasi no existia.
El 1986 Barre fou rellegit president. El 1987 Ali Samantar va assumir el càrrec de primer ministre i Haji Muhammad el de secretari adjunt del PSRS. La pau amb Etiòpia de maig de 1988 (que reconeixia les fronteres colonials i obligava cada part a expulsar-ne els opositors de l'altra instal·lats al seu país) suposà la fi del suport etíop als issaq, que formaven el Moviment Nacional Somali i combatien al nord pel restabliment de la independència del Somaliland antigament britànic, regió en què eren el clan dominant. El MNS se sentí amenaçat i va passar a l'ofensiva apoderant-se de totes les ciutats del nord, Hargeisa, Berbera, Burao; Barre va replicar amb bombardejos de l'aviació; mancades del suport etíop, les forces regulars somalis van recuperar la zona d'Hargeisa-Burao-Berbera, i provocaren l'èxode de 300.000 issaq vers Etiòpia, però quedà desorganitzada la distribució d'ajut als 800.000 etíops refugiats a Somàlia. La manca d'aliments va provocar disturbis ja el 1988, que van haver de ser reprimits per la policia lleial a Barre.
Els hawiye, influents a Mogadiscio, li van retirar el seu suport. El 1989 alguns imams opositors foren arrestats i van seguir alguns disturbis dels seus partidaris; en aquest any el ministre de Defensa, general Aden Abdullahi Nur àlies Gabiyow, fou destituït i poc després arrestat; els militars del clan ogadeni, al qual pertanyia Nur, es van revoltar i van crear el Moviment Patriòtic Somali, al sud. En resposta, els militars del subclan Marehan dels darod, lleials al president, van formar un altre grup anomenat Exèrcit Nacional Somali o Front Nacional Somali (FNS), al centre de l'estat, on d'altra banda operava un tercer grup anomenat Congrés de la Somàlia Unificada (dominat pel clan hawiyya o hawiye. Barre començava a perdre el control de certes regions; l'exèrcit, la policia i l'administració, que cobraven de manera irregular, ja no podien ser controlats. El MNS recupera el 1990 tot el nord del país menys les grans ciutats. El 3 de setembre de 1990 Barre nomena ministre d'Interior i segon viceprimer ministre (en el govern de Muhammad Hawadle Madar) Abdiqassim Salad Hassan, amb l'encàrrec de restaurar el multipartidisme, però l'operació era poc creïble, doncs Salad havia ocupat molts càrrecs dins el règim (el 1973 Siad Barre va nomenar Salad ministre d'Indústria i Comerç, el 1977 fou ministre d'Informació i més tard ministre de Joventut i Esports, Educació, Treball i Serveis Socials, Obres Públiques i Habitatge, ministre d'Estat adjunt al president i el 1989 ministre de comerç). L'establiment del multipartidisme va pretendre finalment trencar l'aliança entre el diversos grups d'oposició establerta el 2 d'octubre de 1990, però ja era massa tard.

## Final de l'estat
El 21 de gener de 1991, a punt de caure el règim, en fou nomenat primer ministre Umar Arteh Ghalib, un conciliador, amb l'esperança de negociar, i del qual Salad apareixia com el número dos. El 27 de gener de 1991, Barre, que només tenia el suport del clan Marehan, va fugir cap a l'interior de l'estat i després cap a Kenya, quan ja el CSU (Congrés de la Somàlia Unificada) era a les portes del palau presidencial. El CSU, dirigit per l'empresari hoteler Ali Mahdi Muhammad i el general Muhammad Farah Aydid (els dos hawiyya, encara que de subclans diferents) va formar govern amb Mahdi, autoproclamat president, però no fou acceptat per altres líders, i es reprengué la guerra civil (novembre). Salad, que apareixia com l'home fort al final del règim per intentar el retorn a la democràcia, es va retirar a la vida privada i, encara que no fou perseguit, quan va poder es va exiliar a Egipte. Diverses faccions es van unir a la lluita, cadascuna buscant el seu propi benefici i el problema dels refugiats no va fer més que agreujar-se.
El 1991, caigut Menguistu, Yusuf fou alliberat, i amb el suport de les noves autoritats etíops, va reocupar sense problemes la direcció de l'organització (tot i que el president en fou el general Musa, aquest fou de fet un president honorari), reorganitzà el moviment i va mobilitzar milicians majeertins amb els quals va tornar a ocupar zones de Mudug el mateix 1991 i reclamà participació en el govern nacional de Mogadiscio. El MPS, el FDSS i el CSU van acordar finalment una declaració sobre un govern central interclans, amb economia de mercat i llibertats democràtiques. Però les faccions no van tardar a enfrontar-se a partir del març.
Yusuf es va aliar als ogadenis del Moviment Patriòtic Somali dirigit pel coronel Ahmad Umar Jess, que dominava Kismaayo. Però una organització dels Marehan i els Harti anomenada Front Nacional Somali (FNS) començà a operar al sud del país dirigida pel gendre de Barre, Muhammad Siad Hersi, àlies Morgan, conegut pel carnisser d'Hargeisa. Al MPS van esclatar dissensions quan Jess va entrar en aliança amb el CSU, i el general ogadeni Aden Abdullahi Nur àlies Gabiyow, exministre de Defensa de Barre i destituït per aquest, se'n separà i es va aliar a Morgan. Així el CSU, el FDSS i la meitat del MPS van retornar a una aliança, mentre per altra banda l'altra meitat del MPS i el FNS formaven una altra aliança. El MNS, dominat pels issaq, va proclamar la independència del Somaliland el 18 de maig de 1991 sota la direcció d'Abdurrahman Ahmad Ali, àlies Tur. Unes imatges televisives van ensenyar una bandera amb els colors del grup, taronja, blanc i verd vertical, hissada a Berbera. En una data indeterminada del 1991, el subclan Majertin dels darod del nord-est del país van proclamar també la república de Majertin, embrió del que després fou la República de Puntland a part de la província de Bari. El FDSS controlava la zona de Galguduud (entre Mudug i Mogadiscio), i les de Nugal i part de Bari.
Poc després el CSU es dividí en dues faccions, la lleial a Mahdi, i la del subclan Habr Gedir, dirigida per Muhammad Fara Hassan, àlies Aydid, un altre exgeneral de l'exèrcit. Aydid volia la presidència i s'alià a la facció del MPS de Jess. També obtingué el suport de l'exministre de Barre, Salad, que vivia exiliat al Caire.
Les lluites van provocar una epidèmia de fam que originà una intervenció internacional que fou finalment desastrosa.
A l'inici del 1992 l'ONU decidí intervenir-hi i el consell de seguretat va adoptar la resolució núm. 733, que decretava l'embargament d'armes i encarregava al secretari general de trobar un acord. Aquest arribà el 3 de març, i establia l'enviament d'una força de seguretat per protegir els combois d'ajut humanitari i 40 observadors per supervisar l'aplicació de l'acord. La missió fou batejada UNOSOM, si bé avui dia se la coneix com a UNOSOM I. La intervenció va aconseguir un cert èxit en el camp alimentari, però no va poder restablir la pau entre faccions. Amb el deteriorament de la situació, el desembre de 1992 el consell de seguretat aprova la resolució 794, que preveia que sota direcció dels Estats Units s'organitzaria una intervenció militar de diversos estats; es va formar la UNITAF amb 40.800 soldats (de 20 estats diferents) que dugué a terme l'operació "Retornar l'esperança" i va controlar el 40% del territori somali. Es va establir una treva a Mogadiscio el desembre de 1992 i les forces internacionals van entrar a la capital destruïda.
Bush, que havia de cedir el poder al president electe Bill Clinton l'11 de gener de 1993, volia un èxit ràpid però no ho va aconseguir i n'ordenà la retirada gradual. El març les faccions (quinze) es van reunir a Addis Abeba, van signar un alto el foc i van demanar garantir-lo a l'ONU, que va aprovar la resolució 814 el 26 de març i llançà l'operació ONUSOM II. Aviat l'alto el foc es va trencar: el general Aydid fou acusat de ser-ne responsable i van intentar capturar-lo durant tot l'estiu; a l'octubre la mort de 18 marines en un atac (i molts somalis) aconsellà a Clinton d'ordenar la retirada pel 31 de març de 1994. El FDSS i el CSU de Mahdi es van aliar amb el MPS de Nur Gabiyow, el FNS de Morgan i altres vuit organitzacions menors i van formar l'Aliança de Salvació de Somàlia (ASS) en un districte de Muqdisho controlat per Mahdi. Aydid va respondre formant l'Aliança Nacional Somali (ANS) amb grups menors. Finalment les forces americanes sota el paraigua de l'ONU van abandonar Somàlia el març de 1994 sense haver pogut capturar Aydid, i la resta de contingents es va retirar igualment en els següents mesos; els darrers en foren els pakistanesos el març de 1995. Aydid es va proclamar president però no dominava tampoc la situació. Totes les conferències de pau intentades en aquests anys van fracassar. El 1996 el lloctinent d'Aydid, Osman Hasan Ali Ato es va revoltar, i en el combat Aydid va quedar ferit i va morir l'agost; li va succeir el seu fill Hussayn Muhammad Farah, Aydid junior.
El 3 de gener de 1997 es va reunir una conferència a Sodere (Etiòpia) amb 27 partits i faccions, i van formar el Consell de Salvació Nacional (CSN) amb 41 membres i una presidència rotatòria de cinc dels caps principals (Yusuf del FDSS, Mahdi del CSU-ASS, Ato del CSU-ANS, Gabiyow del MPS, i Abdulkadir Muhammad Aden, àlies Zoppo, pel Moviment Democràtic Somali MDS, que representava els clans digil i rahanweyn, majoritaris al sud-oest de Somàlia). L'ANS en fou exclosa. Tot i així l'experiència no va reeixir.
El FDSS va patir una escissió i se'n va separar el 1997 Muhammad Jibril Musse, que va formar la Unió Democràtica Popular Somali.
Yusuf, el líder del FDSS, es decantà per la regionalització i establí l'estat de Puntland quasi al mateix temps que s'establia oficialment la regió de Benadir o Benaadir. A Puntland el va seguir el Jubaland (setembre de 1998) i Bay i Bokol (desembre de 1998). A Hiran també es van fer passes en aquest sentit. Des de llavors Puntland, Jubaland i Bay-Bokol van boicotejar la conferència nacional de pau de Somàlia que s'estava fent a Djibouti (iniciada el 2 de maig del 2000 sota auspicis de la Lliga Àrab, la OUA, la IGAD i el govern de Djibouti). La Conferència nomenà el 13 d'agost del 2000 una Assemblea Nacional de Transició (ANT) de 245 membres. L'ANT va elegir president de l'organisme Abdullahi Derow Isaaq, del clan digil-mirifleh, amb caràcter temporal i el 26 d'agost de 2000, un membre del clan hawiyya, Abdiqassim Salad Hassan, un dels organitzadors de la Conferència de Djibouti, exministre amb Barre, partidari d'Aydid quan es va trencar el CSU, fou elegit president en tercera votació enfront d'Abdullahi Ahmad Adow (exministre de Finances) per un període de tres anys. De moment no es va instal·lar a Mogadiscio, on els caps del clan, de fet, no col·laboraven amb el nou president. Va visitar temporalment Mogadiscio (on cent mil persones van anar a escoltar-lo en un estadi) i Baidoa. El 8 d'octubre nomenà primer ministre Ali Khalif Galhaid, un home de negocis del clan darod i exministre amb Barre i es formà Govern Nacional de Transició (GNT) i abans d'una setmana entraven els dos a Mogadiscio triomfalment escortats per les milícies que donaven suport al procés. De fet, va romandre confinat a Mogadiscio tot el seu mandat de tres anys.
Puntland, Bay i Bakool no el van reconèixer i l'acusaren de representar el vell règim i de ser centralista; Jubaland era teatre de lluites entre Morgan i l'Aliança de la Vall del Juba i la segona li va donar suport, però no Morgan (ara vicepresident i home fort del MPS, presidit per Gabiyow). Aydid i altres menors tampoc el van reconèixer i el 26 de març de 2001 van formar un contragovern a Baidoa (capital de la província de Bay a Bay-Bokol), conegut per Consell de Reconciliació i Restauració de Somàlia (CRRS), sota els auspicis de la guerrilla proetíop de l'Exèrcit de Resistència Rahanweyn (ERR), dirigida pel coronel Hassan Muhammad Nur, àlies Shartigadud, que dominava la ciutat. El CRRS tenia una presidència rotatòria de cinc membres: Aydid, Gabiyow, el senyor de la guerra del nord de Mogadiscio Hilowle Imam Umar, el coronel Hassan Muhammad Nur, alies Shartigadud, per l'ERR i Abdullahi Shaykh Ismail pel Moviment Nacional Somali del Sud (MNSS). Ali Ato i altres caps es van adherir a aquest govern, fins i tot el general Morgan.
Mentre el poder de Yusuf de Puntland augmentava en sortir triomfant d'una guerra civil i d'haver conquerit alguns districtes fronteres amb Somaliland, el del president del GNT, Salad, no passava de la capital.
El milicians d'Aydid i els del GNT s'enfrontaren a Muqdisho el maig del 2001. Morgan llançà una ofensiva l'agost i per unes hores va reconquerir Kishimayu, fins que l'AVJ (lleial a l'ANT i al seu govern GNT) la recuperà. El GNT va acusar Etiòpia de donar suport a Morgan i al CRRS. El primer ministre Galhaid fou destituït el 28 d'octubre de 2001 en una moció de censura i el 12 de novembre Salad nomenà Hassan Abshir Farah, un dirigent de Puntland que havia trencat amb Yusuf quant aquest no donà suport al procés de pau d'Arta (Djibouti).
El 24 de desembre de 2001 Farah va signar un acord amb Ali Ato i altres caps de faccions i el 15 d'octubre de 2002 es va obrir una segona conferència de pau a Eldoret a Kenya (Conferència Nacional de Reconciliació Somali, CNRS), auspiciada per l'IGAD i el govern de Kenya que aquesta vegada va deixar l'opció centralista i optà per afavorir el federalisme, cosa que li va fer guanyar suports. Es va convocar una nova conferència nacional de reconciliació (CNRS), en què Yusuf de Puntland i altres forces oposades van decidir participar en rebre la seguretat d'un plantejament federalista. El juliol del 2003 els delegats van decidir establir un nou Parlament de 351 membres en substitució de l'anterior, que acabava el 31 d'agost del 2003. La declaració d'intencions de la CNR es pronunciava pel federalisme i això satisfeia principalment a Puntland i Somàlia del sud-oest (estat autònom successor el 2002 de l'administració regional de Bay-Bokol). El primer ministre del GNT Hassan Abshir Farah (antic lloctinent de Yusuf expulsat), el president de l'ANT Abdullahi Derow Isaaq, Yusuf de Puntland i 19 caps més (entre ells Aydid, Gabiyow, Morgan, Nur Shartigadud i Ali Ato), van signar l'acord el 27 d'octubre del 2003.
El 2003, abans d'acabar el seu mandat Salad s'enfrontà a Abshir Farah i Derow Isaaq, als quals acusà de fer un gir antiislàmic; els va destituir i anuncià una pròrroga del GNT i l'ANT més enllà del període establert (que acabava l'agost del 2003), fins que es pogueren fer eleccions. La maniobra no tingué suport i els destituïts van romandre als seus llocs; més tard l'abandonà Farah el 8 de desembre i el va substituir Muhammad Abdi Yusuf. La maniobra de Salad fou denunciada com a anticonstitucional. Salad no donà suport a la nova conferència d'Eldoret a Kenya, i això incrementà el seu aïllament polític. El 2003 Abdinur Ahmed Darman del Partit de la República de Somàlia Unida va prendre el poder a una part de Mogadiscio i el juliol es proclamà president oposat a Salad. El 29 de gener de 2004, es va signar a Nairobi el document aprovat per la CNRS pel qual el nombre de diputats es rebaixava a 275 (61 per cada gran clan: darod, hawiyya, issaq i rahanweyn, i 31 pels clans menors). El Parlament seria l'Assemblea Federal de Transició (AFT) amb un mandat de 5 anys i n'elegiria president.
La primavera del 2004 Morgan trencà amb la CNRS i intentà reconquerir Kismaayo, dominada per l'Aliança de la Vall del Juba. Yusuf per la seva banda es presentava com a president i rebia el suport d'Etiòpia i Uganda. L'AFT es va obrir a Nairobi el 2 de setembre del 2004 sota direcció d'Hersi Bulhan Farah, que als pocs dies deixava la direcció a l'empresari Sharif Hassan Sheikh Aden. A la votació del 10 d'octubre es van presentar 26 candidats, entre ells Salad (president del GNT, que, mancat de suports, fou eliminat a la primera votació), un germanastre de Barre, antics dirigents polítics i caps militars. En tercera votació Yusuf fou elegit sobre l'exambaixador als Estats Units i financer Abdullahi Ahmad Adow. El 14 d'octubre, havent ja deixat la presidència de Puntland (la vacant fou coberta pel vicepresident Abdi Hashi, fins que el 8 de gener del 2005 fou elegit president Mohammud Musse Hersi, àlies Adde), va prendre possessió del càrrec amb un mandat fins al 2009. Aydid i Morgan no el van reconèixer.
El 29 d'octubre del 2004 es van reprendre els combats entre Puntland i Somaliland per la ciutat de Las Anod. Mentre el president Yusuf negociava el nomenament d'un primer ministre i es decidia finalment el 3 de novembre del 2004 per Ali Muhammad Ghedi, del clan hawiyya, clan que dominava Muqdisho i li feia falta per establir-se a la capital, però que era enemic d'Aydid. El primer ministre formà un govern de 78 membres que no va obtenir el suport parlamentari; el 7 de gener de 2005 Ghedi nomenà un altre govern de 94 membres que finalment va obtenir la confiança del Parlament. Aydid era nomenat viceprimer ministre i ministre de l'Interior; Ali Ato era ministre d'Obres públiques, i Muhammad Qanyare Afrah (el tercer candidat més votat a les eleccions del 10 d'octubre del 2004) ministre de Seguretat.
La major part dels senyors de la guerra de Mogadiscio van formar la l'Aliança per la Restauració de la Pau i contra el Terrorisme (ARPCT), amb suport americà, que s'enfrontà a les Corts Islàmiques que havien sorgit en diverses parts de l'estat per imposar la xara i un estricte ordre moral. El 5 de juny del 2006 la Unió de Corts Islàmiques, el conjunt de les diverses corts, va prendre el poder sota la direcció del Sheikh Sharif Ahmed i el 24 de juny del 2006 es va establir un govern dirigit per les Corts Islàmiques Supremes de Somàlia (successor de la Unió de Corts Islàmiques), dirigit per Sharif Ahmed. Jowhar, darrer reducte de l'ARPCT es va rendir amb poca resistència i les forces del grup van fugir a Etiòpia. Aquest estat va donar suport llavors al govern de transició i digué que protegiria la seva seu a Baidoa. La Unió de Corts Islàmiques va dominar aviat, per mitjà de negociacions amb els clans més que per les armes, la part central i sud de Somàlia. El 25 de setembre del 2006 les Corts van entrar a Kismaayo, el darrer reducte del govern de transició.
El dia 9 d'octubre les forces etíops entraven a Somàlia i ocupaven una població. El mateix dia el govern somali de les Corts va declarar la guerra a Etiòpia. Unes converses iniciades entre les Corts i el Govern de transició es van trencar l'1 de novembre. El 21 de desembre del 2006 els etíops van passar a l'ofensiva; l'aviació etíop atacà posicions de les Corts properes a Baidoa i a l'aeroport de Mogadiscio (ara Aeroport Internacional Aden Adde). Els etíops van imposar la seva superioritat i van entrar a Mogadiscio el 28 de desembre del 2006, d'on havien sortir poc abans els combatents de les Corts. El govern de transició, que es traslladà a la ciutat, va fer front als atacs aïllats dels islamistes en els mesos següents. Al sud les Corts van evacuar també Kismaayo cap a Ras Yamboni a la frontera amb Kenya, que fou atacada pels etíops el gener, i conquerida el dia 9.
Durant el 2007 i el 2008 es van crear nous grups islamistes que van assolir el control de la major part del centre i sud de Somàlia, excloses Mogadiscio (fins a Afgooye, a 30 km al nord-oest) i Baidoa.
Una part del país està avui dia (2011) en mans dels islamistes; en algunes zones han sorgit diversos estats que suposadament s'haurien d'integrar en una Somàlia federal reunificada; alguns serveis com la telefonia hi funcionen molt millor que en cap altre lloc d'Àfrica, però els serveis principals de l'estat estan absents.

## Somalilàndia i altres estats
El gener del 1991 el MNS prengué el control al nord. Una assemblea d'ancians es realitzà a Burao cinc mesos després i el president del MNS va proclamar el 17 de maig la nul·litat de l'acta d'unió entre el Somaliland Britànic i la Somàlia Italiana d'1 de juliol de 1960, i restablí la independència de Somalilàndia. Quasi al mateix temps Eritrea havia accedit finalment a la independència. Abd al-Rahman Ahmad Ali Tur fou el primer president designat. El camí fou seguit per altres territoris, encara que tots els altres declararen la seva voluntat d'integrar-se com a estats d'una Somàlia Federal. Aquests estats són:
- Majeerteen, després Puntland (estat del Puntland)
- Hiraan
- Jubaland
- Jubba Jazira
- Jubba Raas
- Gedo, després estat de Somàlia Central
- Hinterland
- estat de Somàlia Sud-occidental
- Galmudug
- Maareg
- Awdal
- Maakhir
- Tanaland
- Ximan i Xeeb (Himan i Heeb)
- Dhulbahante, després Sool, Sanaag i Cayn (SSC), també conegut com a Bartahamaland i Darwishland
- Ras Caseyr
- Ceelbuur
- Cigo (Cigoo)
- Waax i Waadi
- Xiriir
- Geel
- Azània
- Dooxo

Vegeu Somalilàndia.